# Plutarc (bisbe de Bizanci)
Plutarc fou bisbe de Bizanci entre el 89 i el 105. Fou el successor de Policarp I. Fou enterrat a l'església d'Argiròpolis, com els seus predecessors. La persecució dels cristians per l'emperador Trajà es produí el 98, durant el seu episcopat.